# Howe Glacier
Howe Glacier är en glaciär i Antarktis. Den ligger i den centrala delen av kontinenten. Inget land gör anspråk på området. Howe Glacier ligger 1 382 meter över havet.
Terrängen runt Howe Glacier är kuperad åt nordost, men åt sydväst är den platt.  Trakten är obefolkad. Det finns inga samhällen i närheten. 